# Distrito de Gwalior
Gwalior (en hindi; ग्वालियर जिला) es un distrito de la India en el estado de Madhya Pradesh. Código ISO: IN.MP.GW.
Comprende una superficie de 5 465 km².
El centro administrativo es la ciudad de Gwalior.

## Demografía
Según censo 2011 contaba con una población total de 2 030 543 habitantes, de los cuales 939 896 eran mujeres y 1 090 647 varones.

## Localidades
- Antari
- Bhitarwar
- Bilaua